# Calligrammes

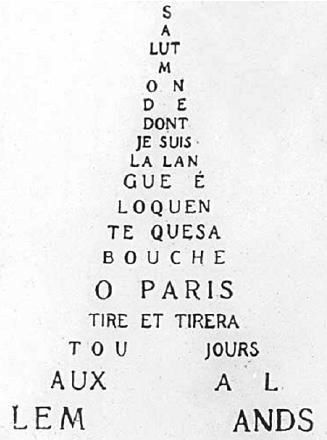
Ett "calligram" av Guillaume Apollinaire

Calligrammes, med undertiteln Dikter om krig och fred 1913-1916, är en diktsamling av den franske poeten Guillaume Apollinaire, publicerad första gången 1918. I dikterna i Calligrammes spelar typografin och den spatiella fördelningen av rader och ord och bokstäver lika stor roll som ordens betydelse, en diktform Apollinaire kallade calligram. På det sättet kan samlingen betraktas som konkret eller visuell poesi. Apollinaire beskrev sitt arbete så här:
| ”                                                                    | Calligrammes är den ideala formen av fri vers och typografisk precision i en tid där typografins era nått sin lysande slutpunkt, en tid som låtit världen se nya reproduktionsformer som filmen och fonografen. | „ |
| – Guillaume Apollinaire, i ett brev till André Billy, fritt översatt | |   |

## Svenska utgåvor
- Apollinaire, Guillaume (2003): Calligrammes. Översättning Ingar Gadd. Efterord Ylva Lindberg. Handtextning Jan-Erik Höglund. Lund: Bakhåll. ISBN 91-7742-203-1.